# Libitina
Libitina es, en la mitología romana, una diosa de los muertos, el inframundo, y el entierro.
El nombre de esta diosa se ha usado como sinónimo de la muerte. Fue comparada posteriormente con la diosa Proserpina. Su nombre era sinónimo de muerte (véase Horacio, Odas, III, 30).
Libitina es la diosa romana encargada de velar sobre las obligaciones con los muertos. Tenía su santuario en un bosque sagrado muy probablemente situado al sur de Roma, en el Monte Aventino. Allí se reunían los empresarios de pompas fúnebres, (libitinarii). Por un falso juego etimológico y por haberse relacionado con Libido (la pasión), esta antiquísima diosa fue asimilada a Venus y su nombre pasó a ser un simple epíteto de esta. No posee leyenda.
Se dice que Servio Tulio fue el primero en erigirle templos al ser quien erigió tumbas y estableció el equipamiento necesario para funerales, incluidos los enterradores.
En el Coliseo romano le estaba dedicada la Porta libitinaria, por donde se sacaban los cadáveres de los gladiadores y animales muertos.